# Alfons Wissiak
Alfons svobodný pán von Wissiak (22. května 1815 Benátky – 15. května 1884 Liesing) byl rakouský admirál slovinského původu. Jako absolvent námořní akademie sloužil u námořnictva od roku 1832, absolvoval několik zaoecánských plaveb a zastával různé funkce v námořní administraci. Byl účastníkem několika válek, získal titul barona (1865) a svou kariéru završil v hodnosti kontradmirála jako zástupce vrchního velitele C. k. námořnictva (1862–1864).

## Biografie
Pocházel ze slovinské rodiny (původní příjmení Bizjak), byl synem c. k. majora Aloise Wissiaka (1782–1854). V letech 1827–1832 studoval na námořní akademii v Benátkách a v roce 1832 vstoupil k rakouskému námořnictvu jako kadet. Na lodi SMS Guerriera doprovázel polské emigranty na cestě do New Yorku (1833–1834), poté se plavil na různých lodích po Středomoří a již v roce 1835 získal hodnost praporčíka. Absolvoval cestu do Sevastopolu a v letech 1838–1840 byl na korvetě SMS Cesarea přidělen k rakouskému vyslanectví v Athénách. V roce 1847 byl povýšen na poručíka II. třídy a působil mimo jiné u Dunajské říční plavby. Během revolučních bojů v letech 1848–1849 byl pověřen diplomatickými misemi do Londýna a na Maltu, v roce 1849 se zúčastnil blokády Benátek. 
V roce 1849 byl povýšen na korvetního kapitána, poté sloužil mimo jiné na výcvikových lodích a v roce 1851 doprovázel arcivévodu Maxmiliána na Madeiru. V letech 1852–1853 byl zástupcem velitele námořní základny v Benátkách a v roce 1852 získal hodnost fregatního kapitána. V rámci rakouských diplomatických aktivit během krymské války vykonal cestu do Istanbulu (1853–1854). V letech 1854–1856 působil jako zástupce námořnictva u vrchního velení armády ve Vídni a v roce 1856 byl povýšen na kapitána řadové lodi. 
V letech 1856–1857 byl velitelem námořní základny v Terstu a v roce 1857 na fregatě SMS Adria velitelem eskadry ve Středomoří. Po roce 1858 byl znovu vedoucím představeným námořnictva u vrchního velení armády ve Vídni a v roce 1859 v Miláně. Mezitím počátkem roku 1859 doprovázel arcivévodu Rainera na cestě do Neapole a zúčastnil se války se Sardinií. V roce 1861 byl povýšen do hodnosti kontradmirála a nakonec v letech 1862–1864 zastával funkci zástupce vrchního velitele námořnictva arcivévody Maxmiliána. V roce 1864 byl odeslán na dovolenou a v březnu 1865 jmenován velitelem námořní základny v Benátkách, již po dvou týdnech odešel do penze a od té doby žil v soukromí. 

## Tituly a ocenění
V roce 1863 byl povýšen do šlechtického stavu s titulem rytíř a v roce 1865 získal titul svobodného pána. Během služby u námořnictva se stal nositelem několika vyznamenání v Rakousku i v zahraničí. 

### Rakousko-Uhersko
- Řád železné koruny III. třídy (1865)
- Válečná medaile (1873)

### Zahraničí
- rytířský kříž Řádu svatého Řehoře Velikého (1851, Papežský stát)
- rytířský kříž Řádu věže a meče (1852, Portugalsko)
- Řád Medžidie II. třídy (1862, Osmanská říše)
- velkokříž Řádu Spasitele (1866, Řecko)
- velkodůstojník Řádu Guadalupe (1866, Mexiko)